# Charles W. Misner
Charles W. Misner (ur. 13 czerwca 1932 w Jackson, zm. 24 lipca 2023) – amerykański fizyk i jeden z autorów Grawitacji (ang. Gravitation). Specjalizuje się w ogólnej teorii względności i kosmologii. Jego praca dostarczyła również wczesnych podstaw do badań grawitacji kwantowej i metod numerycznych w ogólnej teorii względności.

## Biografia

### Kształcenie akademickie i stanowiska uniwersyteckie
Misner uzyskał licencjata na Uniwersytecie w Notre Dame w 1952 roku. Następnie przeniósł się na Uniwersytet Princeton, gdzie w 1954 roku uzyskał tytuł magistra, a w 1957 uzyskał stopień doktora. Jego dysertacja, Zarys kwantyzacji Feynmana ogólnej teorii względności; Wyprowadzanie równań pola; Zniknięcie Hamiltonianu (ang. Outline of Feynman Quantization of General Relativity; Derivation of Field Equations; Vanishing of the Hamiltonian) została napisana pod kierunkiem prof. Johna Wheelera.
Przed ukończeniem doktoratu Misner rozpoczął pracę na Wydziale Fizyki w Princeton w randze instruktora (1956–1959), a następnie został awansowany na stanowisko adiunkta (1959–1963). W 1963 roku przeniósł się na Uniwersytet Marylandu w College Park jako profesor nadzwyczajny i uzyskał tam status profesora zwyczajnego w 1966 roku. Od 2000 roku Misner jest emerytowanym profesorem fizyki, która jest częścią jednostki College of Computer, Mathematical, and Natural Sciences na University of Maryland, gdzie nadal jest członkiem zespołu Gravitation Theory Group (na wydziale fizyki fundamentalnej). W swojej karierze Misner doradzał 22 doktorom (głównie w Princeton i Maryland).
Misner zajmował stanowiska wizytacyjne w takich placówkach jak: Instytut Fizyki Grawitacyjnej im. Maxa Plancka (znany również jako Instytut Alberta Einsteina), Instytut Fizyki Teoretycznej Kavli na Uniwersytecie Kalifornijskim w Santa Barbara, Papieska Akademia Krakowska, Instytut Fizyki w Moskwie (w czasach Związku Radzieckiego) czy też California Institute of Technology, Uniwersytet Oksfordzki i Uniwersytet w Cambridge.

### Badania
Większość badań Misnera dotyczy obszaru ogólnej teorii względności, która opisuje oddziaływania grawitacyjne bardzo masywnych ciał. Przyczynił się do wczesnego zrozumienia kosmologii, gdzie jako jeden z pierwszych zwrócił uwagę na problem horyzontu, rolę topologii w ogólnej teorii względności, grawitacji kwantowej i metod numerycznych w ogólnej teorii względności. W dziedzinach kosmologii i topologii najpierw zbadał  tzw. "wszechświat mixmastera", który opracował, próbując lepiej zrozumieć dynamikę wczesnego Wszechświata, i opracował rozwiązanie równania pola Einsteina, znanego obecnie jako przestrzeń Misnera. Wraz z Richardem Arnowittem i Stanleyem Deserem opublikował hamiltonowskie sformułowanie równania Einsteina, które podzieliło zunifikowaną czasoprzestrzeń Einsteina z powrotem na oddzielną przestrzeń i czas. Ten zestaw równań, znany jako formalizm ADM, odgrywa rolę w niektórych próbach ujednolicenia mechaniki kwantowej z ogólną teorią względności. Jest również podstawą dla większości technik numerycznego rozwiązywania równań Einsteina.
W 2015 roku Stowarzyszenie Alberta Einsteina przyznało Deserowi i Misnerowi Medal Alberta Einsteina za ich pracę; Arnowitt zmarł rok wcześniej.

## Osiągnięcia

### Prace i odkrycia
- Gravitation
- Wszechświat Mixmastera
- Przestrzeń Misnera
- formalizm ADM
- tunel czasoprzestrzenny

### Nagrody
- Guggenheim Fellowship[3]
- Nagroda Heinemana (1994)
- Medal Alberta Einsteina